# Phare de Tjörnes
Le phare de Tjörnes (en islandais : Tjörnesviti) est un phare situé dans la région de Norðurland eystra sur la péninsule de Tjörnes.